# Hylaeus joergenseni
Hylaeus joergenseni là một loài Hymenoptera trong họ Colletidae. Loài này được Schrottky mô tả khoa học năm 1906.